# Waima jezik
Waima jezik (ISO 639-3: rro; isto i roro), jedan od austronezijskih jezika koji zajedno s još četiri druga jezika čini jezgrovnu zapadnu centralnu papuansku podskupinu. Govori ha oko 15 000 ljudi (2000 popis), i drugi je po broju govornika u zapadnoj centralnopapuanskoj skupini, prvi je mekeo [mek] s 19 000 govornika (2003 SIL).
Govori se na obali Hall Sounda u distriktu Bereina, Papua Nova Gvineja. Ima tri dijalekta, waima [rro-wai], i dva manja, roro [rro-ror] i paitana [rro-pai]. 

## Vanjske poveznice
- [ Ethnologue (14th)]
- [ Ethnologue (15th)]
- The Waima Language